# Ilia Repin
Ilia Efimovici Repin (Илья Ефимович Репин) (n. 5 august 1844 la Ciuguev, lângă Harkov, Imperiul Rus, în prezent în Ucraina  - d. 29 septembrie 1930, Kuokkala, pe atunci în Finlanda, astăzi Repino, Rusia) a fost un pictor realist rus, aparținând școlii artistice Peredvijniki (Передвижники). 
Lucrările sale conțin adesea înțelesuri adânci, psihologice și exprimă tensiunile din interiorul ordinii sociale existente în vremea sa. Spre sfârșitul anilor 1920, în Uniunea Sovietică au început să fie publicate numeroase lucrări despre el ca, un deceniu mai târziu, să apară chiar un cult al lui Repin, el fiind considerat un model „progresiv” și „realist” ce trebuia imitat de artiștii sovietici „social realiști”.

## Viața și opera
Repin s-a născut în orașul Ciuguev, gubernia Harkov, în inima regiunii istorice denumită Sloboda Ucraina. Părinții săi au fost coloniști militari ruși. A luat primele lecții de desen când a început să lucreze ca ucenic pentru I. M. Bunakov, un talentat pictor de icoane din orașul natal. Datorită comenzilor pentru portrete și tablouri religioase, Repin a putut strânge suficienți bani pentru a pleca la Sankt Petersburg, unde dorea să se înscrie la Academia Imperială de Arte.
Ajunge în oraș în 1863 și se înscrie la Școala de Desen organizată de Societatea pentru Susținerea Artelor. Lucrând cu Ivan Kramskoi, tânărul artist face progrese rapide și, peste doar un an, reușește să se înscrie la Academie. La absolvire obține cu lucrarea de diplomă Medalia de Aur și o bursă de șase ani, dintre care trei în străinătate.
„Pentru a fi un pictor credibil trebuie să consideri adevărul ca fiind cel mai important din lume. - Ilia Repin”
Călătorește prin Europa și se stabilește la Paris unde întâlnește pictura impresionistă franceză. Aceasta îi influențează mult opera, mai ales în privința culorilor și a luminii. Cu toate acestea, stilul lui a rămas mai apropiat de acela al vechilor artiști europeni, în special Rembrandt.
De-a lungul carierei sale, el a fost atras de oamenii simpli din care se trăgea și el și a pictat frecvent oameni de la țară, atât ucraineni cât și ruși. Pe lângă țărani, Repin i-a pictat și pe reprezentanții elitei imperiale, ai intelighenției și aristocrației, inclusiv Nicolae al II-lea al Rusiei. Repin s-a alăturat Asociației Pictorilor Ambulanți (Peredvijniki), aflată la acea vreme în conflict cu formalismul teoretic al Academiei oficiale.

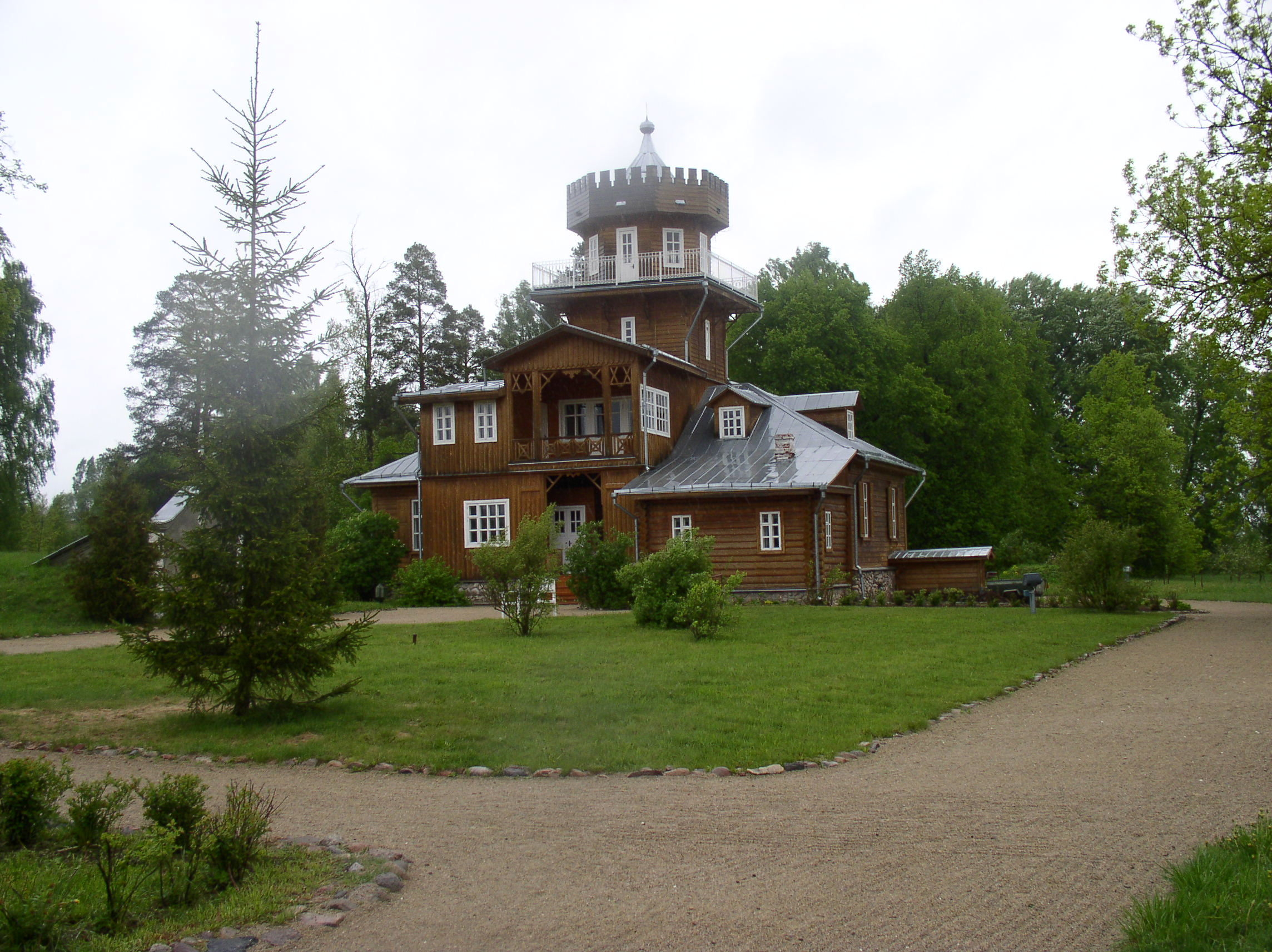
Casa memorială din Zdravnevo, Belarus

Faima sa a venit odată cu pictura Edecarii de pe Volga, o lucrare care portretiza munca îngrozitor de grea a acestor oameni săraci, dar, în același timp, nu lipsită de speranță pentru tinerii din Rusia. Din 1882 a trăit la Sankt Petersburg, dar a vizitat adeseori Ucraina natală și, ocazional, a călătorit în străinătate.
Între 1894-1907 predă la Academia din Sankt Petersburg. În 1900, în timpul unei călătorii la Paris, o cunoaște pe Natalia Nordman, care va fi noua sa iubită (Repin se despărțise de prima sa soție). Spre uimirea tuturor, artistul își urmează marea dragoste și se stabilește în locuința acesteia din Finlanda.
„Lumea poetică a lui Repin este un fenomen care conține o neobișnuită integritate lăuntrică. - G. Stermin, critic de artă”
La scurt timp după asasinarea țarului Alexandru al II-lea în 1881, Repin a pictat o serie de lucrări având ca temă mișcarea revoluționară rusă: Refuzul spovedaniei, Arestarea unui propagandist, Întâlnirea, Nu l-au așteptat.
Procesiune religioasă în gubernia Kursk, o pictură de mare anvergură, este considerată uneori arhetipul „stilului național rusesc” ce expune clase sociale diferite și tensiunile dintre ele în contextul unei practici religioase tradiționale. Atât în tabloul Edecarii de pe Volga, cât și în Procesiunea religioasă în gubernia Kursk, pictorul rus a reușit să redea imaginea veridică a Rusiei provinciale.
În 1885, Repin a finalizat una dintre cele mai intense picturi ale sale din punct de vedere psihologic, Ivan cel Groaznic și fiul său. Pânza îl expune pe țarul îngrozit îmbrățișându-și fiul muribund pe care tocmai l-a lovit și l-a rănit moral într-un acces necontrolat de furie. Chipul îngrozit a lui Ivan este în contrast cu expresia calmă și resemnată a fiului său. 

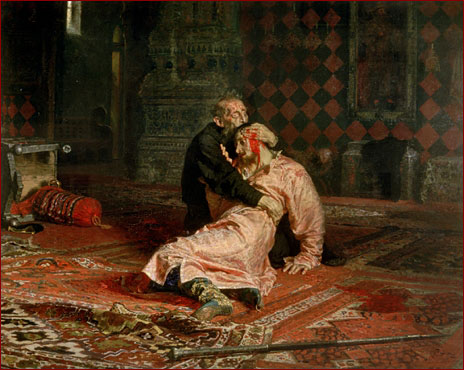
Ivan cel Groaznic şi fiul său (Иван Грозный и сын его Иван) pe data de 16 noiembrie 1581. Pictura se găseşte la galeria Tretiakov din Moscova (Третьяковская Галерея).

Lucrul la una dintre cele mai complexe picturi ale sale, Răspunsul cazacilor zaporojeni către sultanul Mehmed al IV-lea al Imperiului Otoman i-a ocupat lui Repin mulți ani din viată. El a conceput această pictură ca un studiu al râsului, dar a vrut să evidențieze, de asemenea, și idealurile de libertate, egalitate și fraternitate, pe scurt, republicanismul căzăcesc. Început spre sfârșitul anilor 1870 și terminat în 1891, tabloul a fost achiziționat imediat de țar contra sumei de 35.000 de ruble, enormă pentru acea vreme.
„Pictorul reprezintă în tablouri doar acele fețe care singure se cer pe pânză. - Ilia Repin”
Repin a realizat multe portrete ale unor compatrioți celebri precum marele scriitor Lev Tolstoi, omul de știință Dmitri Mendeleev, oficialul imperial Pobedonostsev, compozitorul Musorgski, filantropul Pavel Tretiakov și poetul Taras Șevcenko. În 1903, Repin a fost angajat de guvernul rus să picteze cea mai grandioasă operă a sa - o pânză de 400x877 cm reprezentând o sesiune ceremonioasă a Consiliului de Stat al Rusiei Imperiale.
După moartea partenerei sale de viață, Natalia, în 1914, Repin lucrează tot mai greu, din cauza atrofierii mâinii drepte. Încearcă să lucreze cu mâna stângă fără prea mare succes, iar lucrările nu mai au aceeași calitate ca în trecut. În ultimii ani ai vieții sale, artistul s-a luptat cu înverșunare cu problemele financiare.
Casa în care locuia Repin era situată un pic mai la nord de Sankt Petersburg, în Kuokkala, Marele Ducat al Finlandei.
După Revoluția din octombrie 1917, Finlanda și-a proclamat independența, iar casa în care locuia artistul se afla acum pe teritoriul noului stat. Repin a fost invitat de mai multe instituții sovietice să se mute din Kuokkala în granițele Uniunii Sovietice. Cum fusese un opozant al revoluției din 1917, refuză să revină în Rusia cu toate insistențele părții sovietice, care în 1926 îi trimite totuși un substanțial ajutor financiar.
În 1930 Repin moare în Kuokkala, Finlanda. După conflictele armate dintre Uniunea Sovietică și Finlanda din timpul celui de-al Doilea Război Mondial, Kuokkala a fost cedată Uniunii Sovietice și redenumită Repino (Regiunea Leningrad) în cinstea marelui pictor.
Opera lui Repin este imensă. El a excelat atât în domeniul picturii pe teme istorice și revoluționare, cât și în domeniul portretului. Chiar dacă nu a fost un inovator din punct de vedere al tehnicii sau creator al unei noi școli de pictură, Repin este astăzi considerat cel mai important pictor rus, mulți critici din Rusia neezitând să vorbească despre el ca despre „artistul național”.

## Galerie

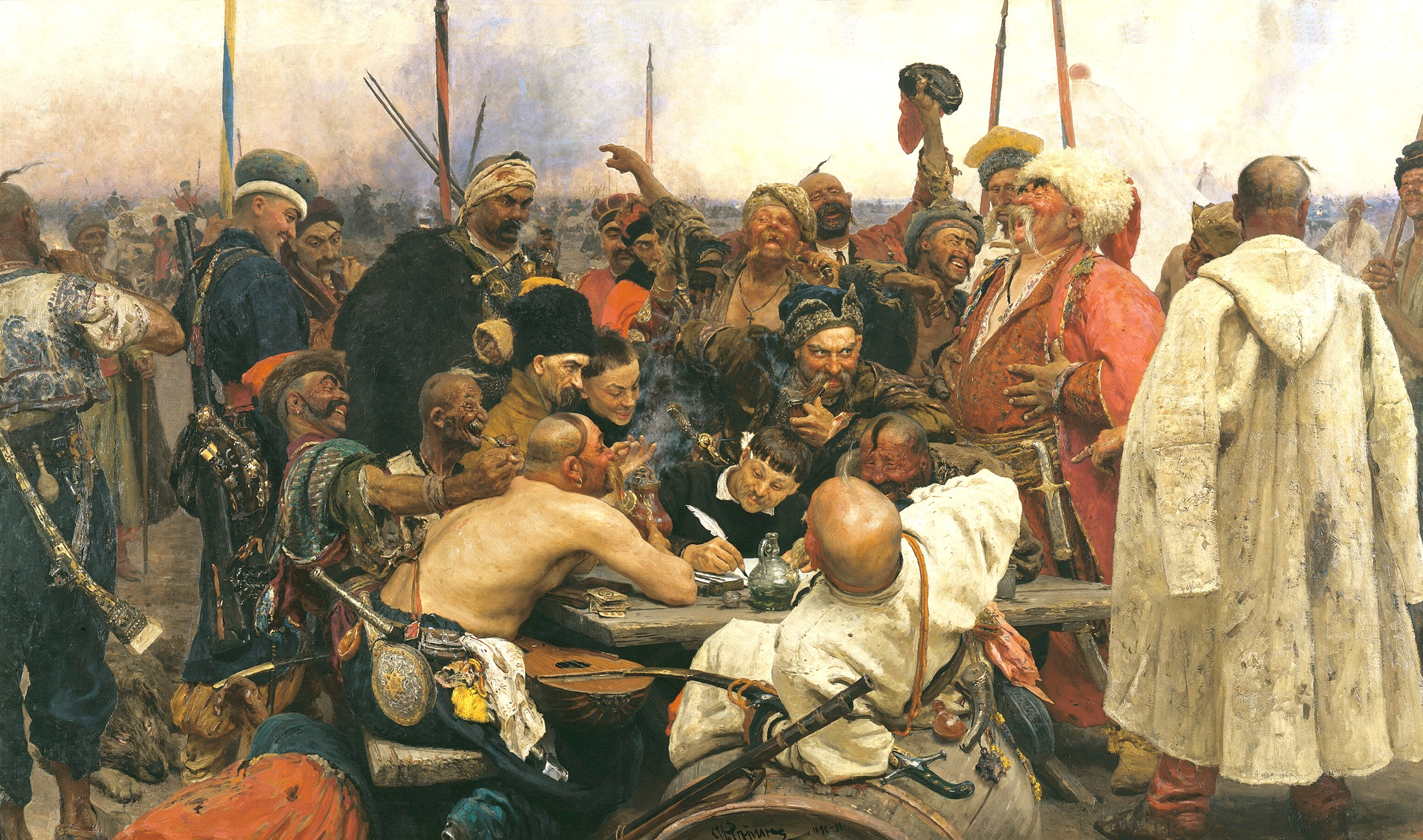
Răspunsul cazacilor zaporojeni către sultanul Mehmed al IV-lea al Imperiului Otoman.
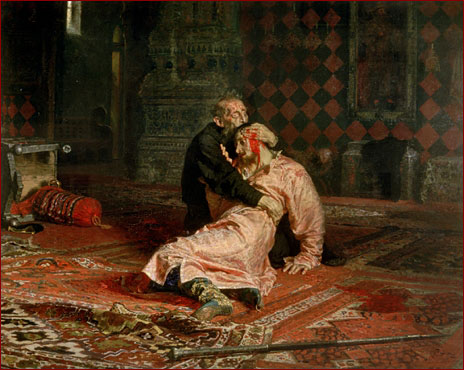
Ivan cel Groaznic şi fiul său pe data de 16 noiembrie 1581. Pictura se găseşte la Galeria Tretiakov din Moscova.
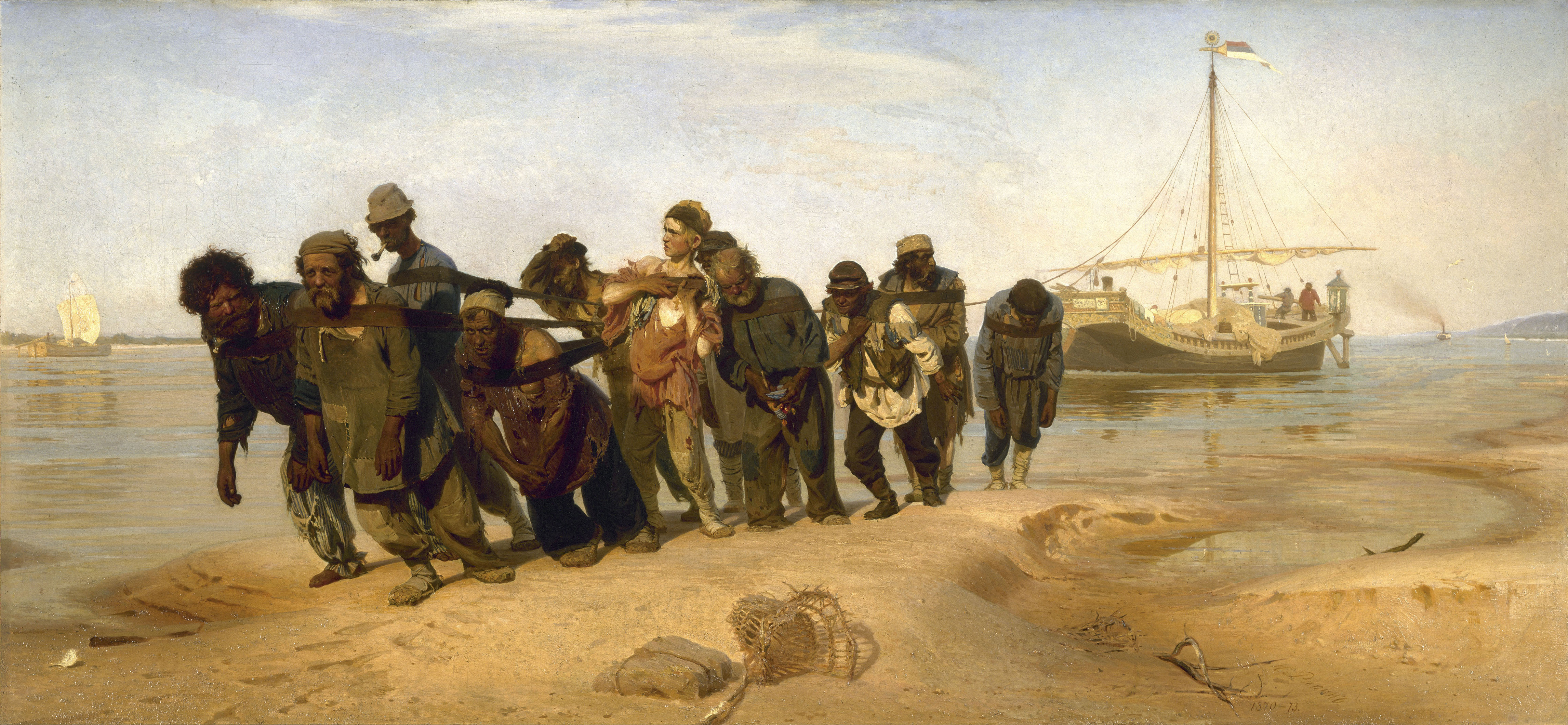
Edecarii de pe Volga (1870-1873) din Muzeul Naţional Rus.
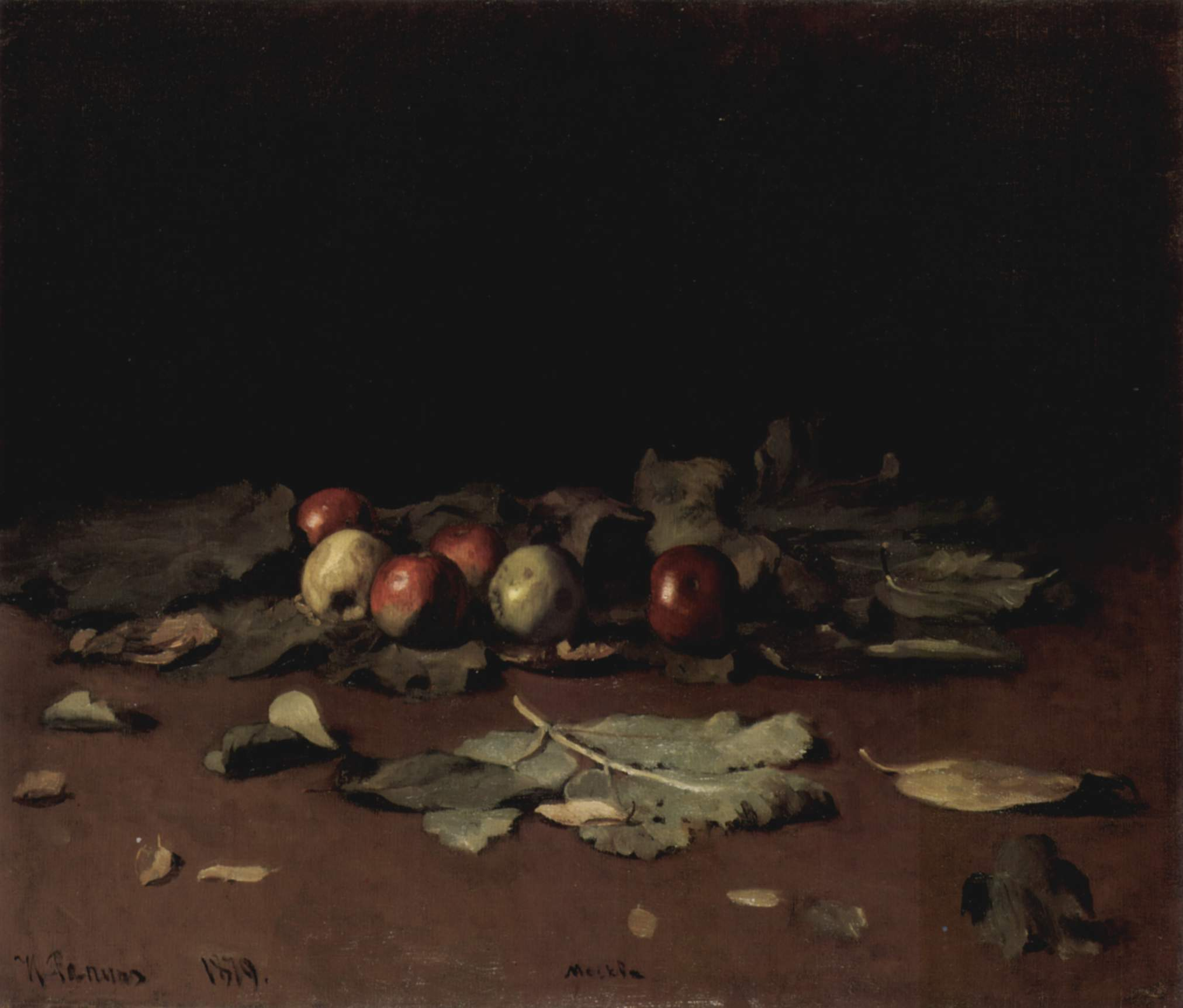
Mere şi frunze (1879) (Muzeul Rus)
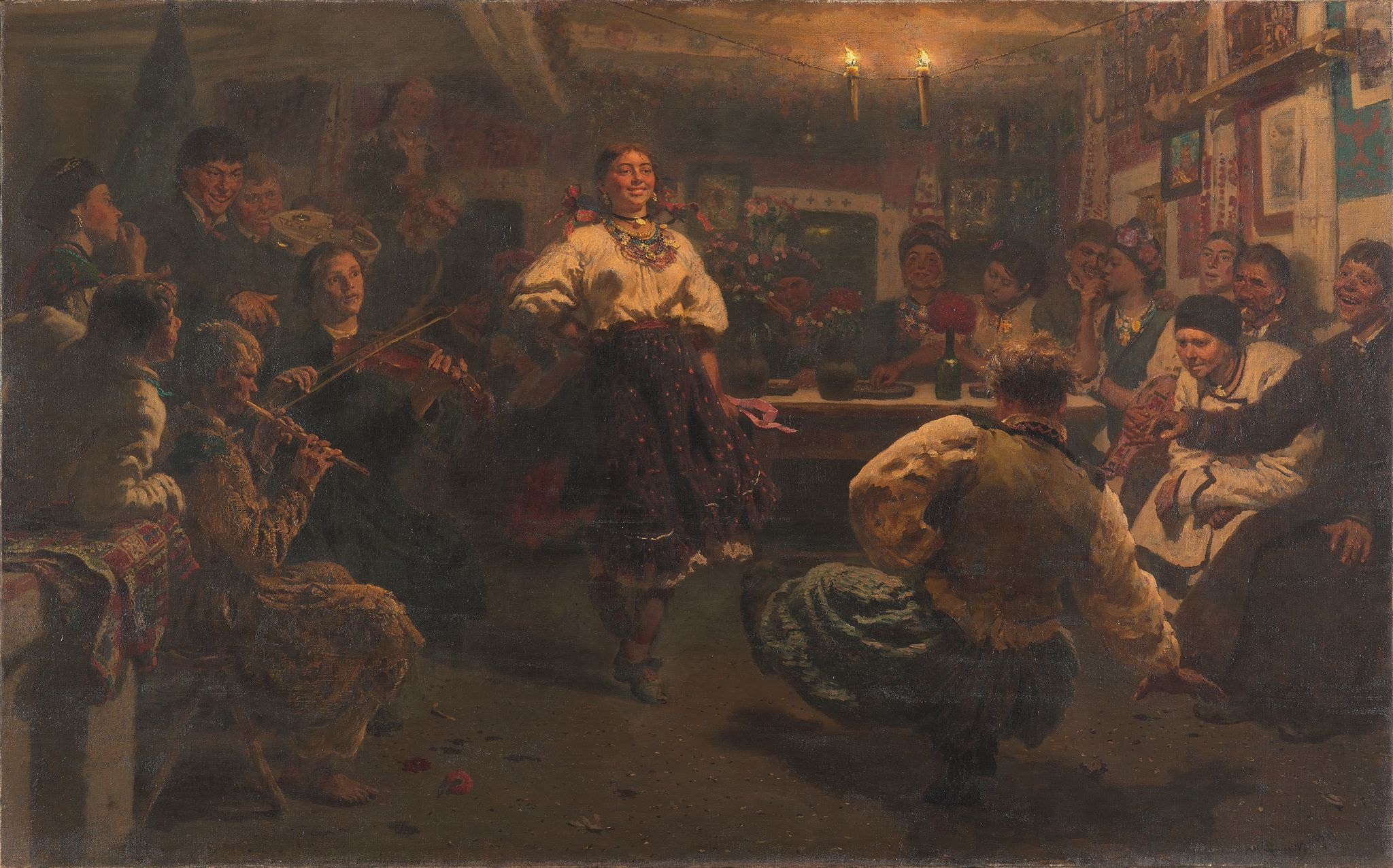
Petrecere (1883)
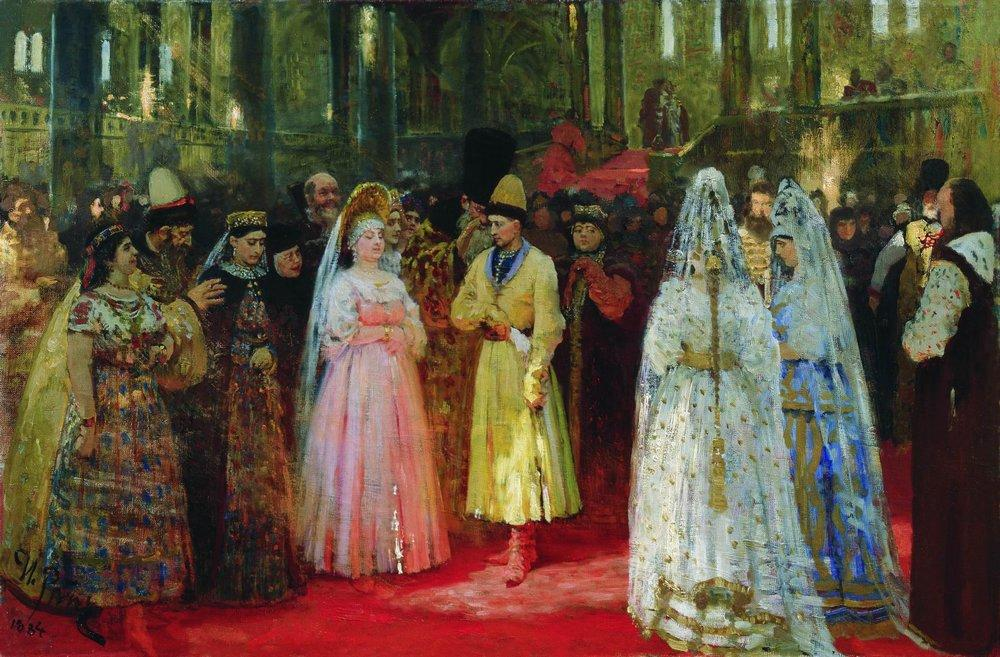
Marele ţar alegându-şi soţia (1885)
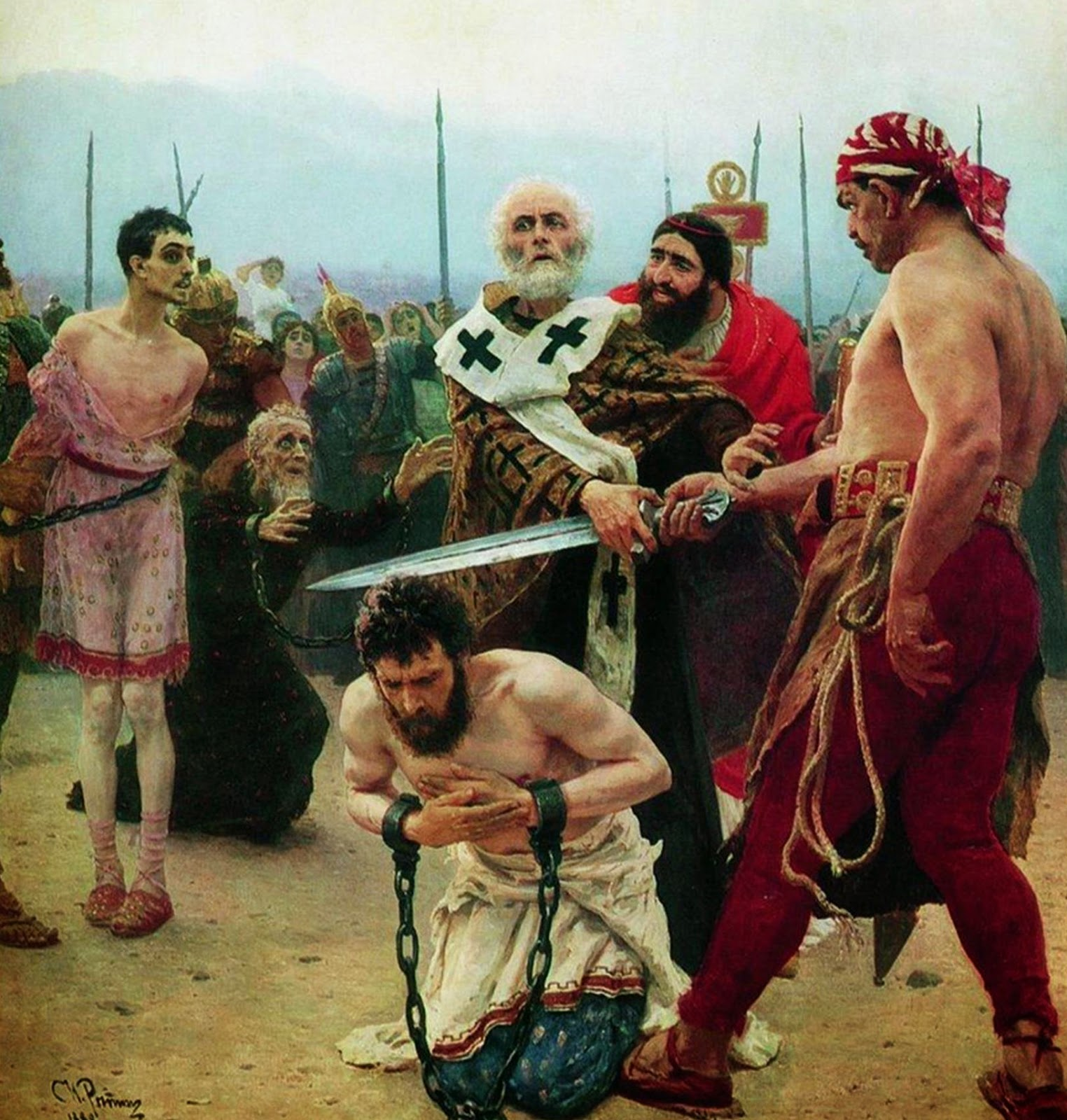
Sf. Nicolae din Myra la Lycia (1889)
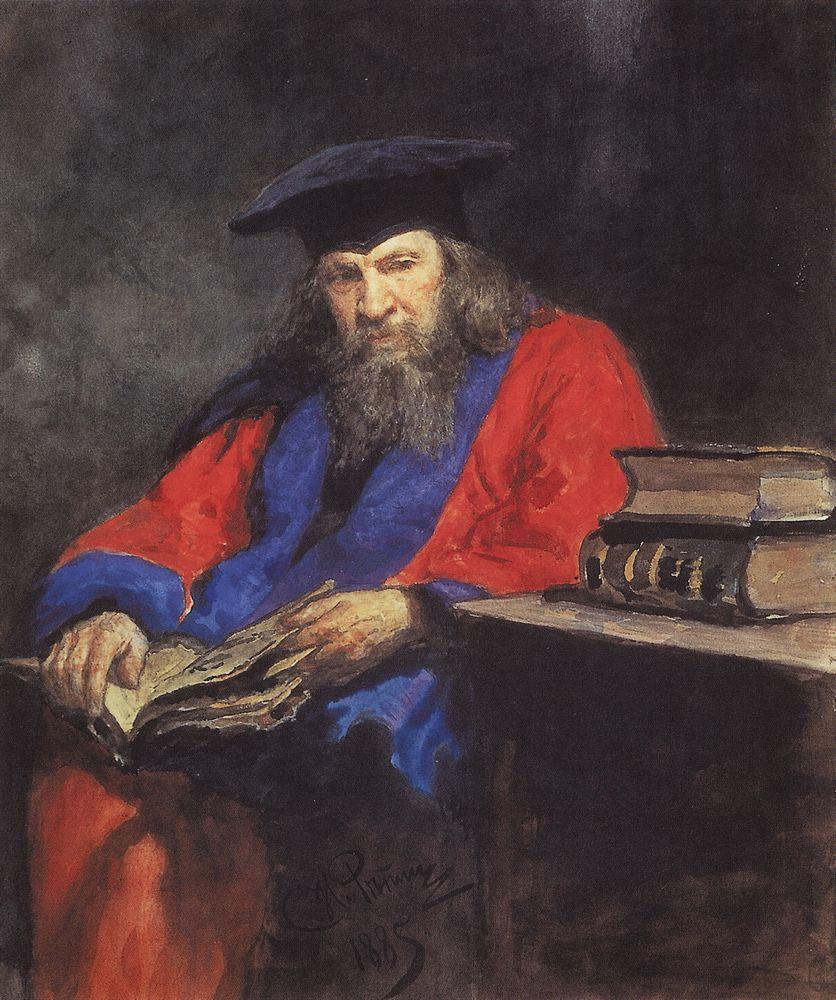
Portetul lui Dimitri Mendeleev.
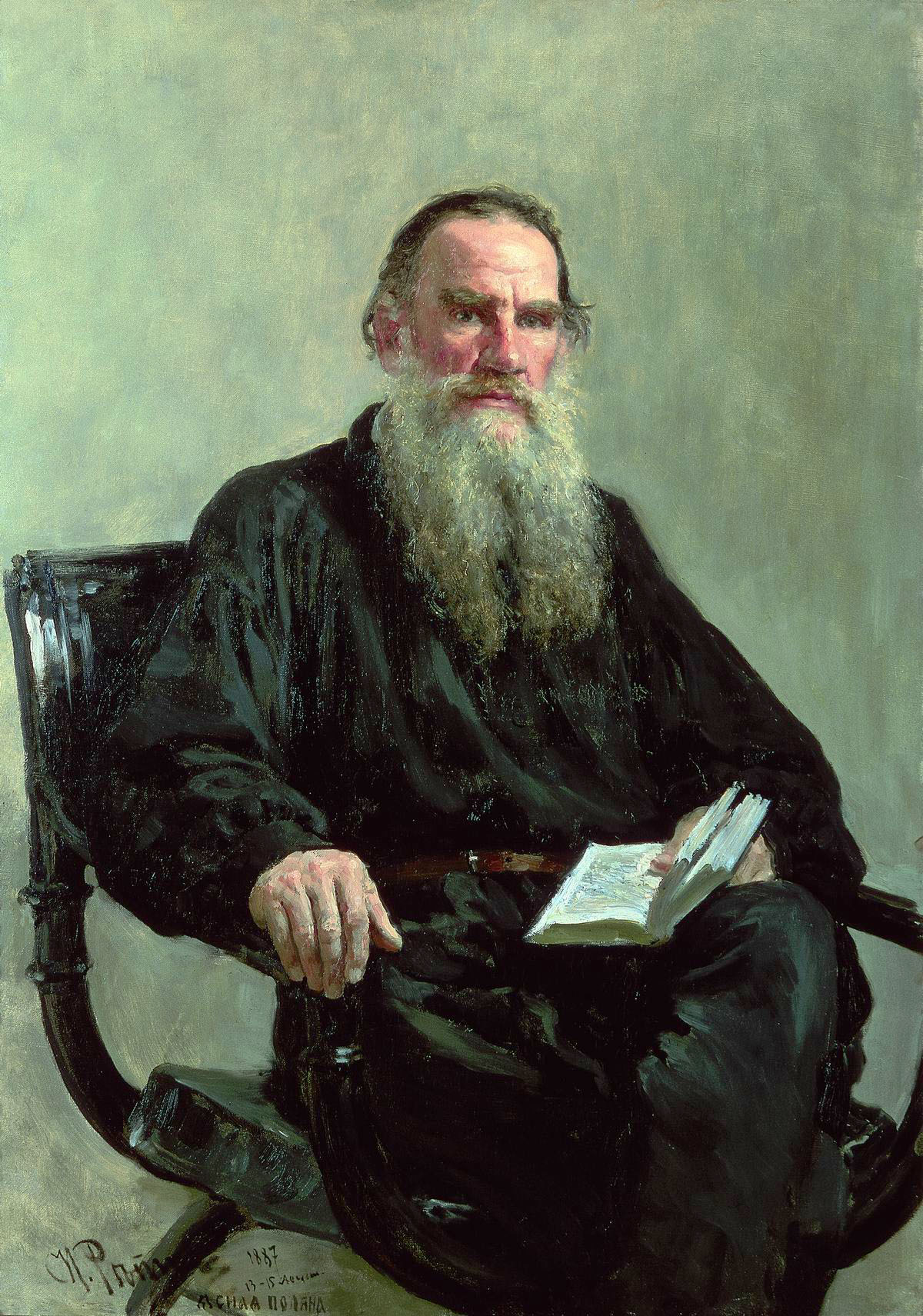
Portretul lui Lev Tolstoi (1893)
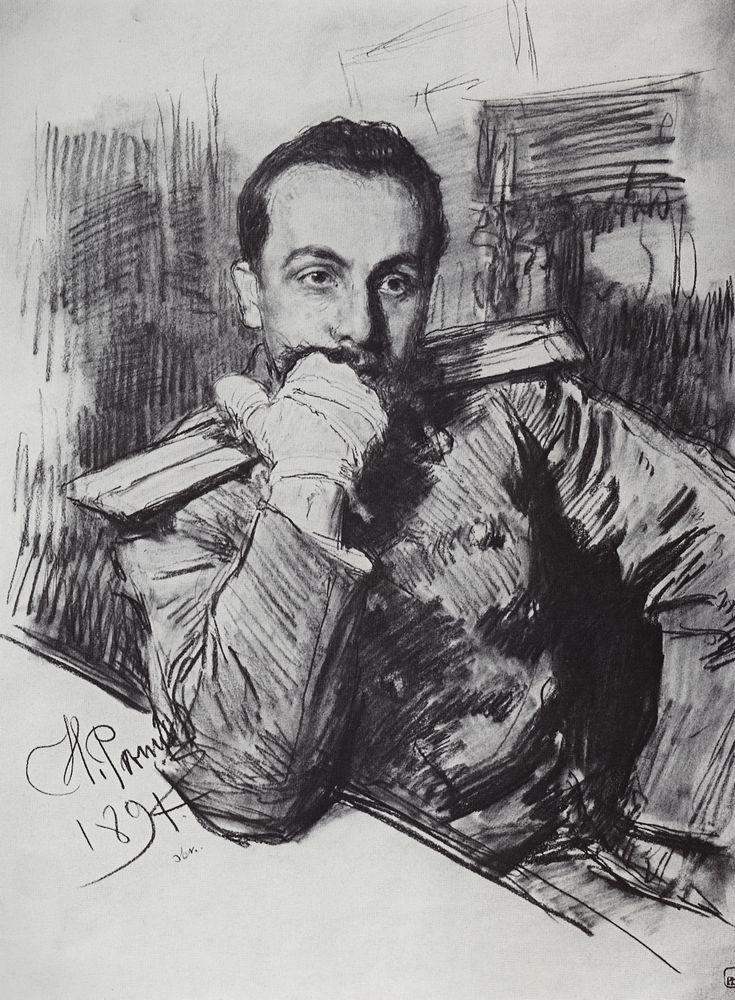
Portretul scriitorului Aleksander Zirkevici (1894).
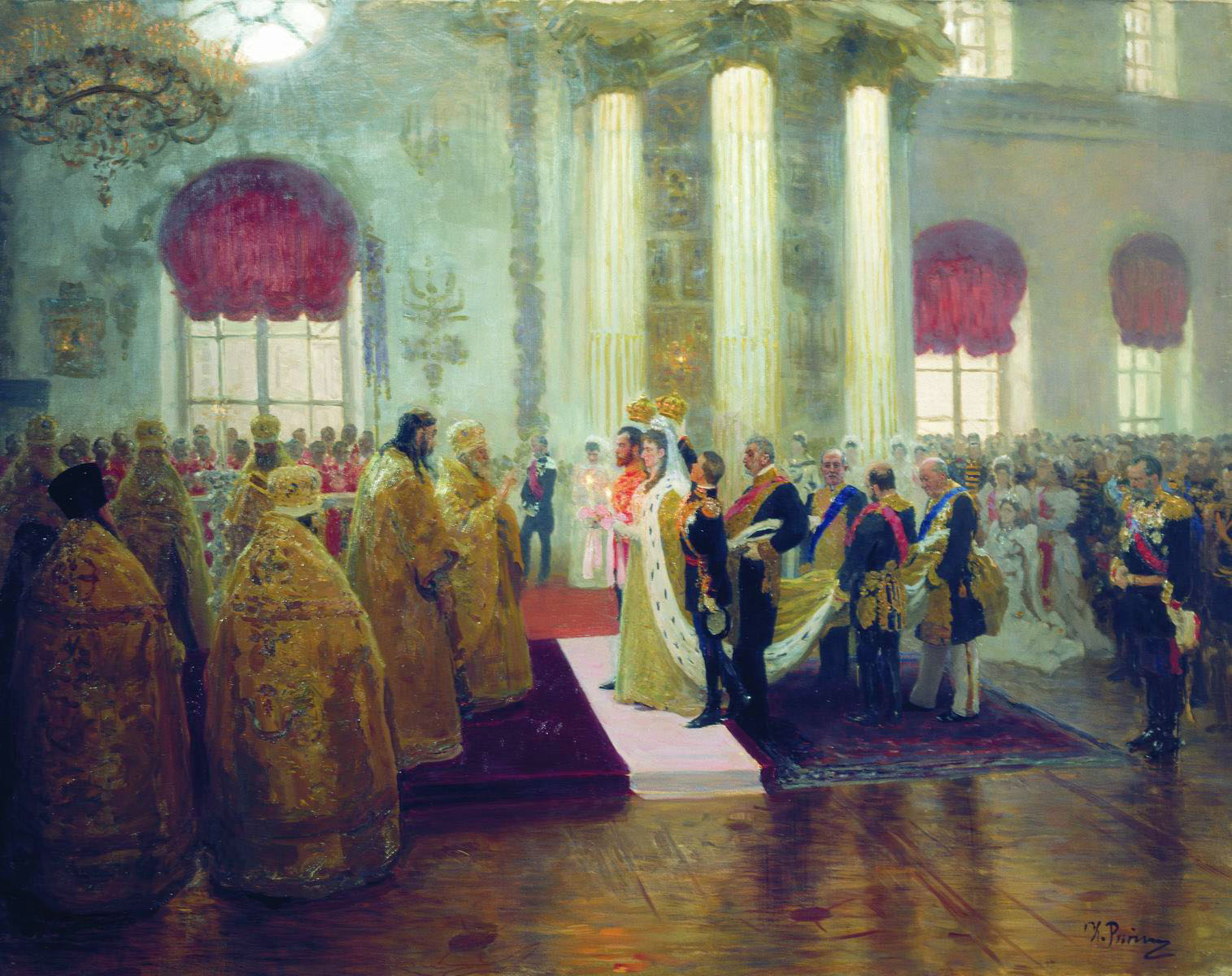
Nunta lui Nicolae al II-lea cu Alexandra Feodorovna (1894).
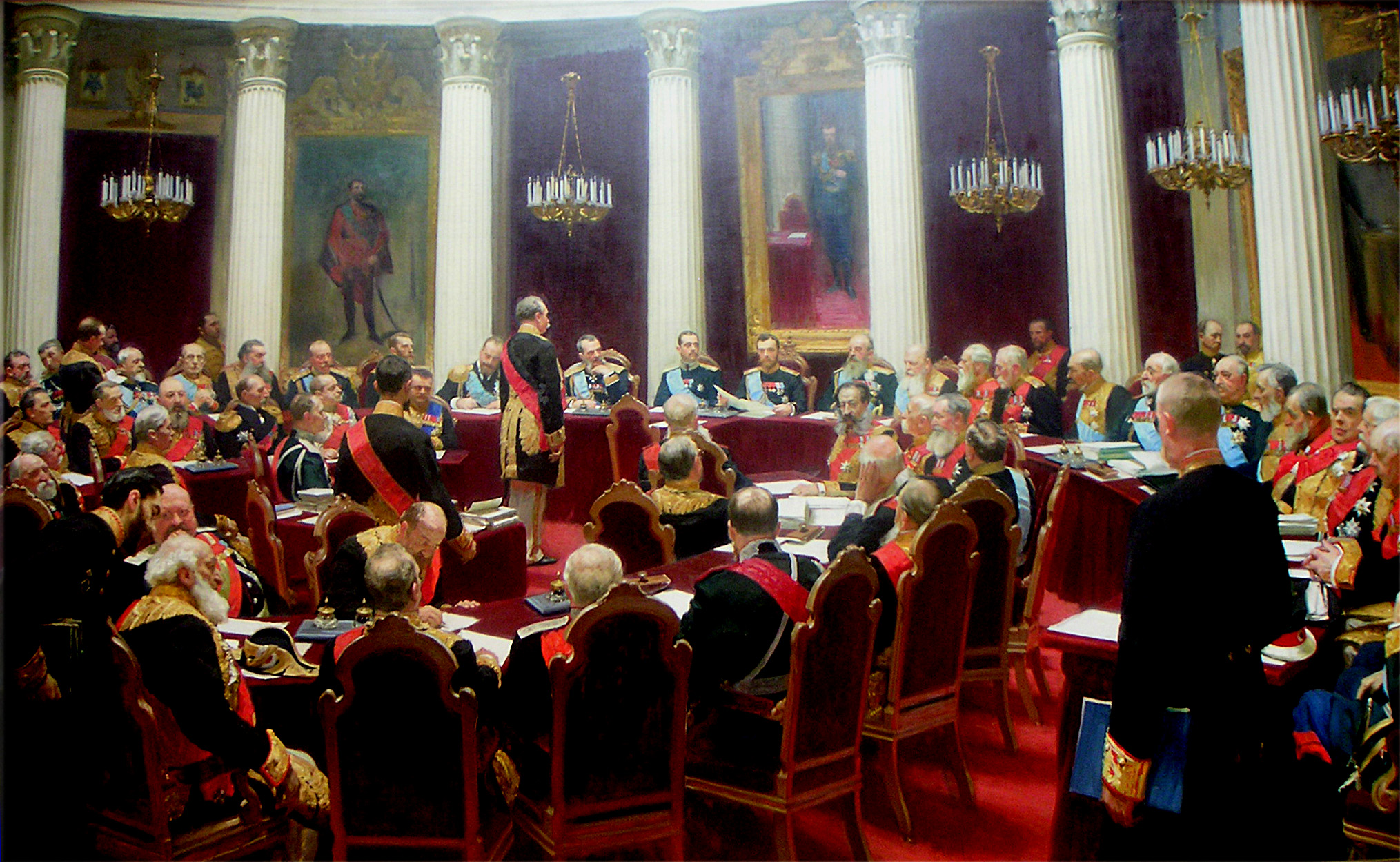
Sesiunea ceremonioasa a Consiliului de Stat (1900).
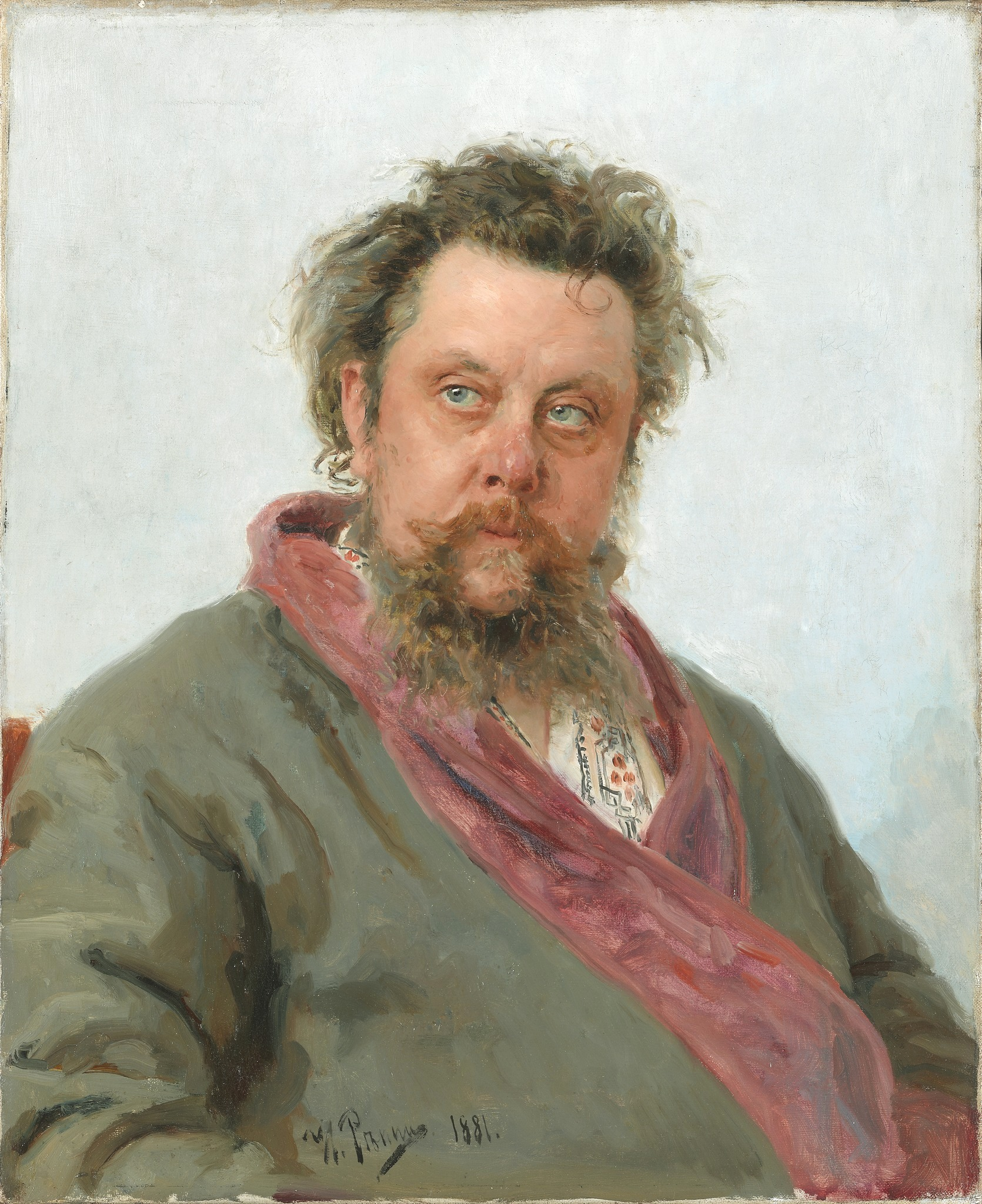
Compozitorul Modest Musorgski
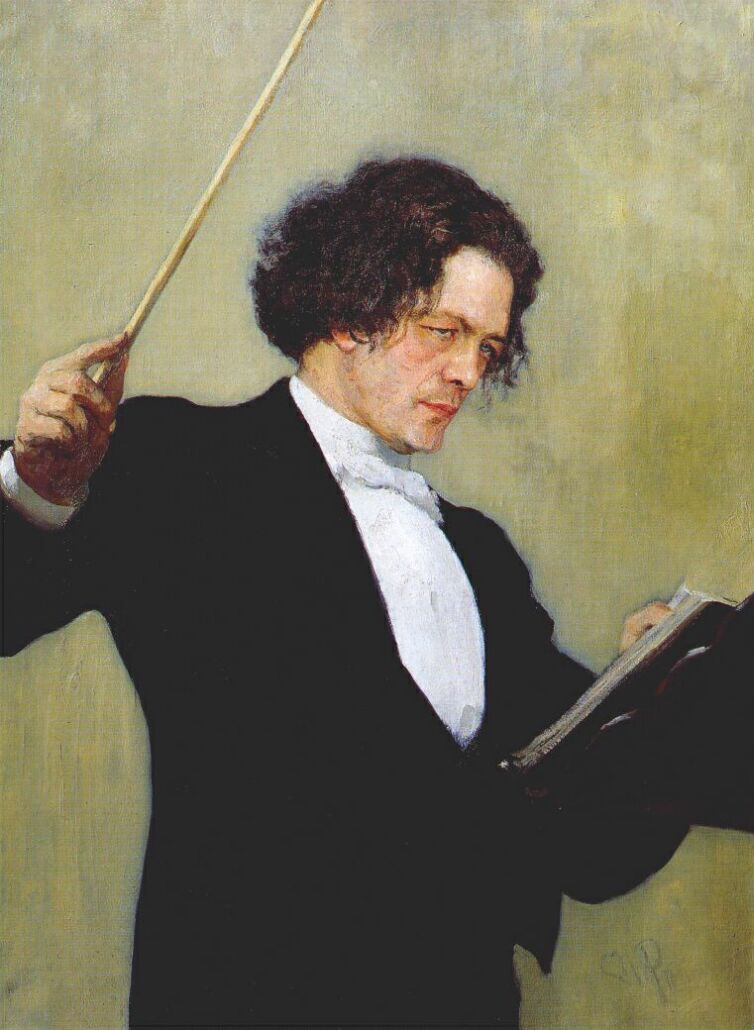
Anton Rubinstein
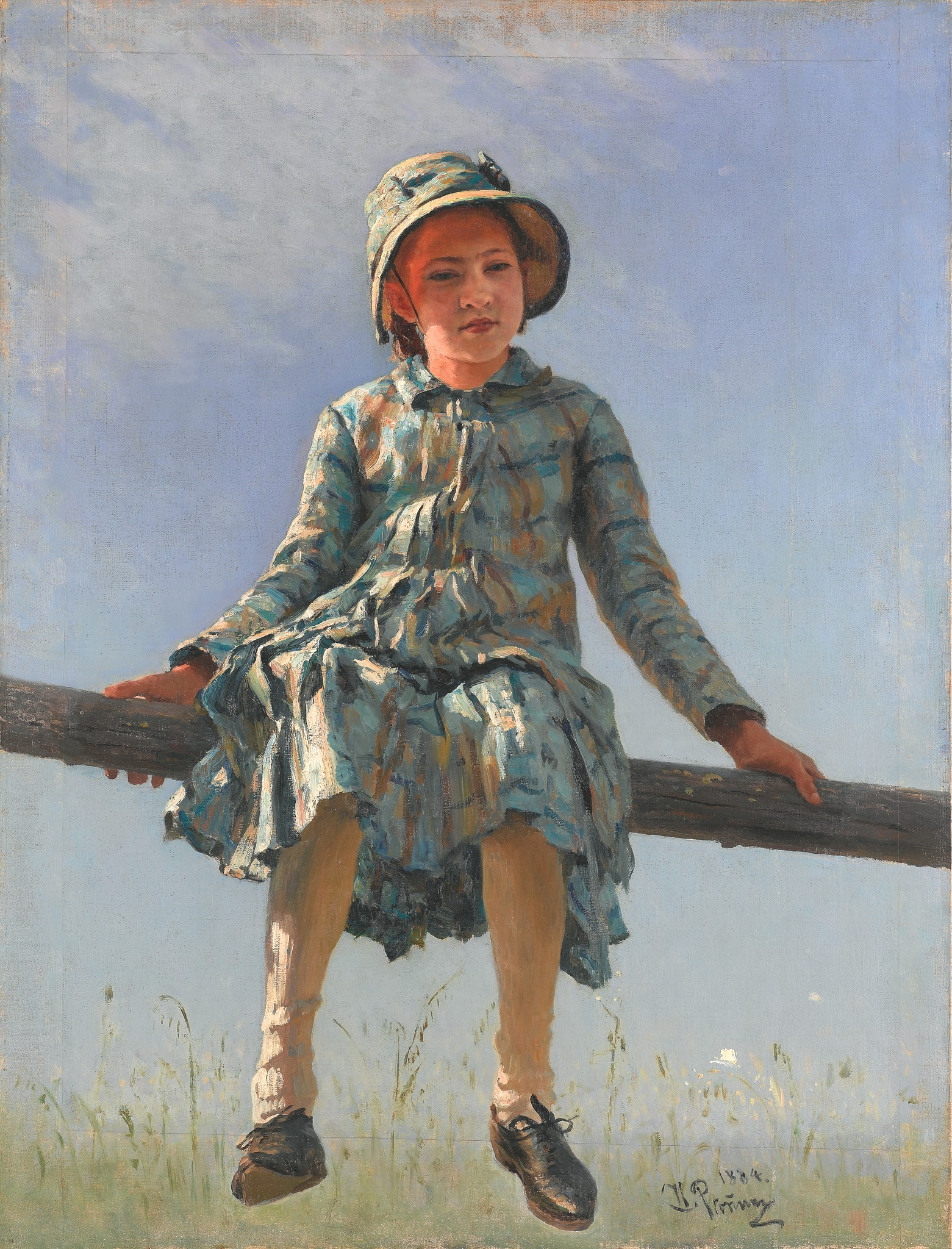
Fiica pictorului
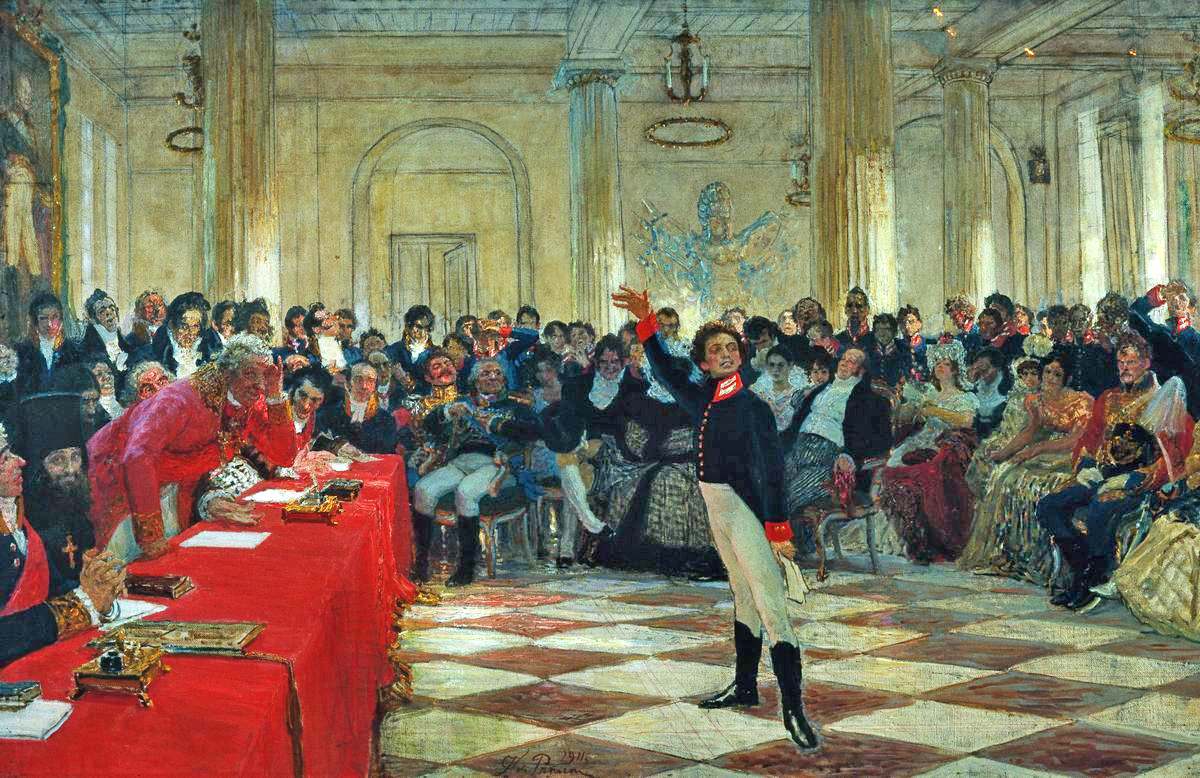
Puşkin recitând un poem în faţa bătrânului Derjavin (1911)
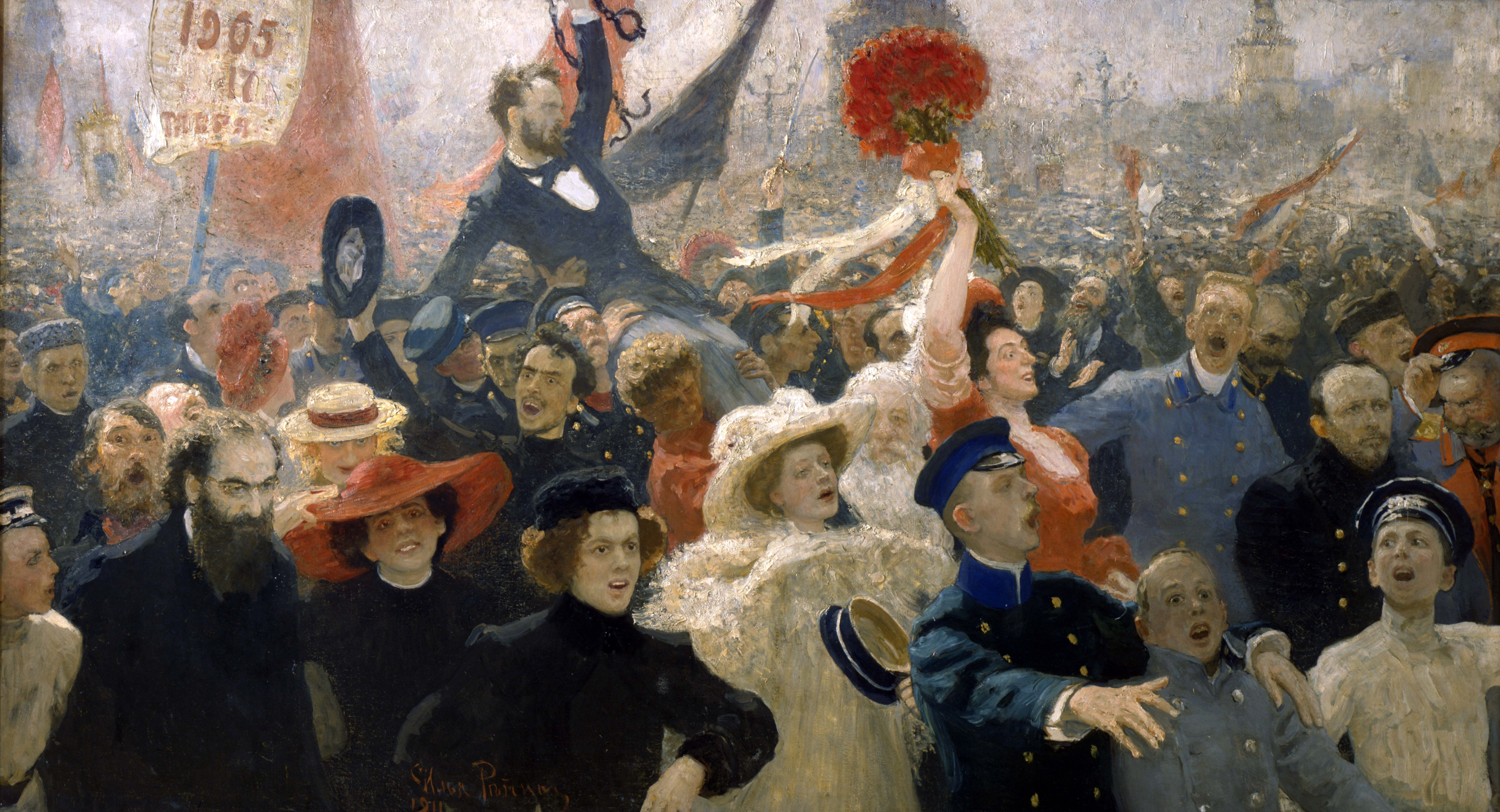
Manifestul din 17 octombrie 1905 (1906-1911)
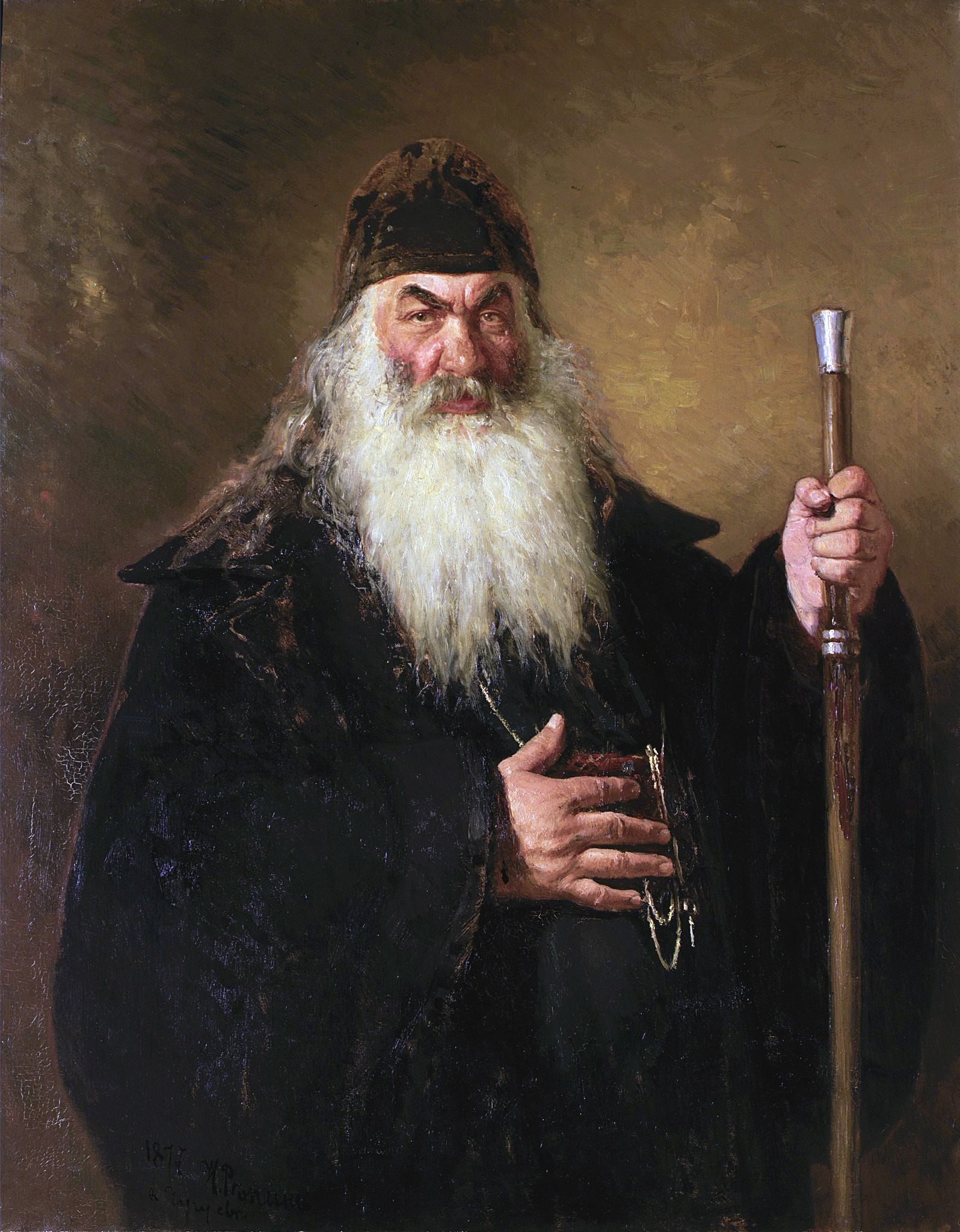
Protodiacon, 1877 (Galeria Tretiakov)
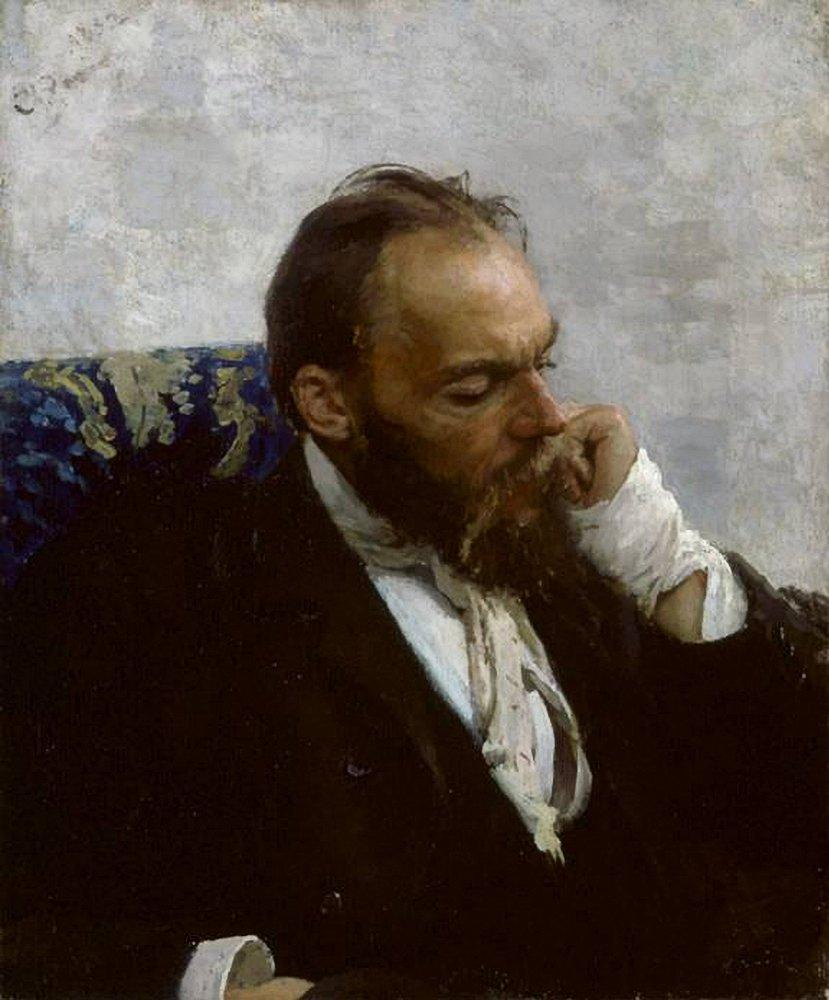
Portretul profesorului Ivanov (1882)
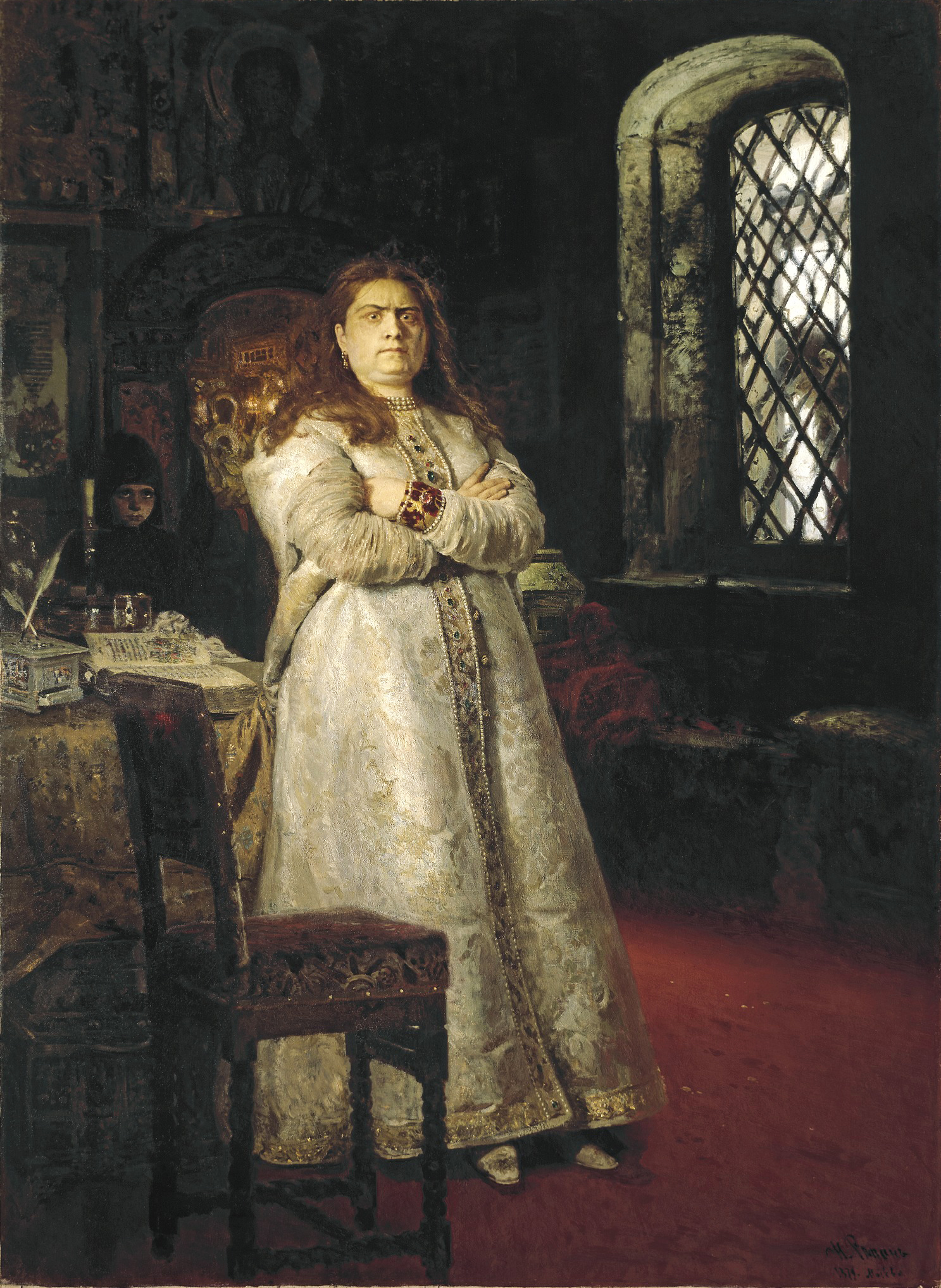
Ţarina Sofia
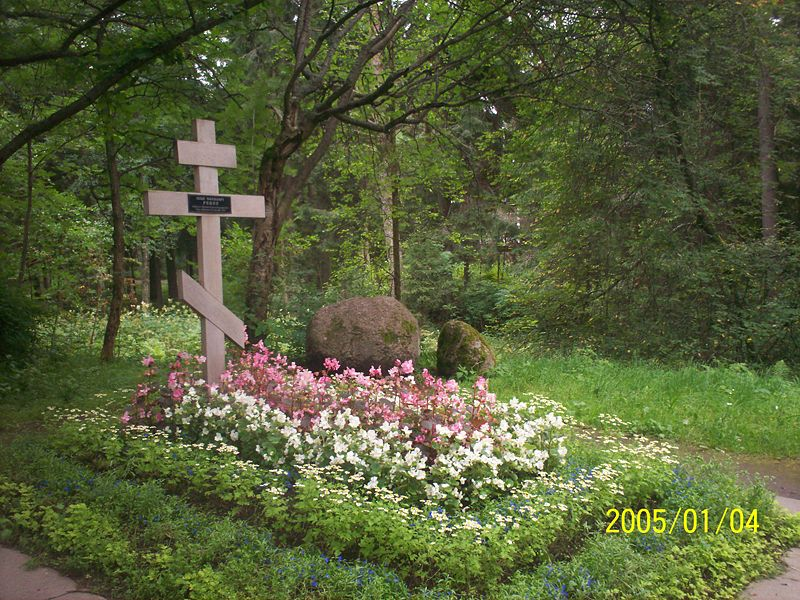
Mormântul lui Ilia Repin